# Medhafushi (Thaa)
Pour les articles homonymes, voir Medhafushi.
Medhafushi est une petite île inhabitée des Maldives. 

## Géographie
Medhafushi est située dans le centre des Maldives, à l'Est de l'atoll Kolhumadulu, dans la subdivision de Thaa. 